# Chlewnoje (obwód lipiecki)
Chlewnoje (ros. Хлевное) – wieś (sieło) w Rosji, w obwodzie lipieckim, ośrodek administracyjny rejonu chlewińskiego. W 2010 liczyła 5969 mieszkańców.